# Davy Crockett, roi des trappeurs
Pour plus de détails, voir Fiche technique et Distribution.
Davy Crockett, roi des trappeurs (Davy Crockett, King of the Wild Frontier) est un film américain de Norman Foster sorti en 1955.
C'est une compilation d'extraits des trois premiers épisodes de la série télévisée Davy Crockett produite pour ABC par Walt Disney Productions.

## Synopsis
Davy Crockett bat un chef indien en combat singulier et lui promet que seront respectés les droits de son peuple. Il ira jusqu'à se faire élire député pour tenir sa promesse. En 1836, Davy et son ami Georges Russel partent au Texas avec 200 volontaires, pour défendre le Fort Alamo. Après un siège de treize jours, Davy Crockett et ses camarades seront massacrés par les 5000 soldats envoyés par le dictateur Santa Anna.

## Fiche technique
- Titre original : Davy Crockett, King of the Wild Frontier
- Titre français : Davy Crockett, roi des trappeurs
- Réalisation : Norman Foster assisté de James Judson Cox
- Scénario : Thomas W. Blackburn
- Musique :
  - Composition originale : George Bruns
  - Orchestrations : Edward H. Plumb
  - Chansons : Thomas W. Blackburn et George Bruns (Ballad of Davy Crockett), George Bruns (Farewell)
- Ingénieur du son : Robert O. Cook
- Directeur de la photographie : Charles P. Boyle
- Décors : Patrick Delany, Emile Kuri
- Montage : Chester W. Schaeffer
- Producteurs : Walt Disney, Bill Walsh
- Société de distribution : Buena Vista Film Distribution Company
- Pays de production :  États-Unis
- Langue : anglais
- Genre : Aventure, histoire, western
- Durée : 93 minutes
- Sortie nationale : États-Unis 25 mai 1955; France 11 avril 1956
- Affiche : Boris Grinsson (France)

Sauf mention contraire, les informations proviennent des sources suivantes : Leonard Maltin

## Distribution
- Fess Parker : Davy Crockett
- Buddy Ebsen : Georges Russel
- Basil Ruysdael : Général / Président Andrew Jackson
- William Bakewell : Major Tobias Norton
- Kenneth Tobey : Colonel Jim Bowie
- Pat Hogan : Chef Red Stick
- Helene Stanley : Polly Crockett
- Don Megowan : Colonel William Travis
- Mike Mazurki : Bigfoot Mason
- Jeff Thompson : Charlie Two Shirts
- Henry Joyner : Swaney
- Hans Conried : Thimblerig
- Eugéne Blindel : Billy Crockett
- Benjamin Hornbuckle : Henderson
- Jim Muddux : Un représentant du Congré
- Ray Whitetree : Johnny Crockett

## Sorties cinéma
Sauf mention contraire, les informations suivantes sont issues de l'Internet Movie Database.
- États-Unis : 25 mai 1955
- Brésil : 6 juin 1955
- Australie : 4 août 1955
- Italie : 7 février 1956
- Hong Kong : 19 mars 1956
- Danemark : 23 mars 1956
- France : 11 avril 1956
- Belgique : 13 avril 1956
- Pays-Bas : 13 avril 1956
- Allemagne de l'Ouest : 3 août 1956
- Finlande : 31 août 1956
- Japon : 12 décembre 1956
- Suède : 26 décembre 1956

## Origine et production
Au printemps 1948, lors d'un entretien avec la journaliste Hedda Hopper pour la promotion de Mélodie Cocktail, Walt Disney évoque la possibilité de réaliser un court métrage sur le personnage de Davy Crockett, créant ainsi un groupe de courts métrages sur les légendes américaines comprenant Johnny Pépin-de-Pomme et Pecos Bill. Peu après la sortie de Mélodie cocktail en mai 1948, Walt Disney décide d'arrêter la production des compilations pour reprendre celle de Cendrillon. Le projet reste dans les cartons et se transforme en série télévisée dans les années 1950 afin de permettre la construction et la promotion du parc Disneyland.
La série télévisée Davy Crockett a été développée par les studios Disney comme une suite de trois téléfilms d'une heure diffusés en 1954-1955 sur le réseau ABC, finissant par la mort du héros lors du siège de Fort Alamo.
C'est lors du tournage du troisième épisode, dans lequel le héros succombe à Fort Alamo, que débute la diffusion de la série. Le succès est immédiat mais Disney se retrouve avec « juste trois épisodes et un héros mort. » Afin de conserver un peu de l'aura du personnage, la chanson La Ballade de Davy Crockett est commercialisée mais elle engendre un engouement pour le héros avec des produits dérivés dont la casquette en raton laveur.
La popularité du héros, incarné par Fess Parker, fut telle que Disney a compilé des extraits des trois épisodes pour en faire un long métrage de 90 minutes diffusé au cinéma édité juste avant l'été 1955,. Le film est sorti le 25 mai 1955. De plus Disney a produit deux épisodes supplémentaires constituant une seconde saison dès 1955.
Le film contient quelques séquences d'animation avec le Journal de Davy Crockett. L'histoire reprend les trois éléments de chacun des épisodes : La naissance du héros avec son combat contre Chef Red Stick et son rôle de maintien de l'ordre après la mort de sa femme, sa carrière politique et enfin la défense de Fort Alamo.
Techniquement le film accuse quelques éléments apparents d'économies. Ainsi, Disney utilise des extraits des plans de la série True-Life Adventures pour illustrer des « Davy regarde ça » lancés par Georges Russel. On peut ainsi voir un ours, un alligator et d'autres animaux insérés dans le film. Le bâtiment du congrès et la maison coloniale d'Andrew Jackson sont des répliques à l'échelle mais le Capitole est une maquette placée derrière une vitre. Les coupures entre les trois sections sont douces mais restent sensiblement visibles avec par exemple le personnage joué de Thimblerig par Hans Conried qui apparaît sans être développé.
Le film a été édité en vidéo en 1980, 1985 et 1993. Le film est disponible en vidéocassette à la location à partir de mars 1980 grâce à un partenariat noué avec Fotomat.

## Analyse
La sortie de ce film est une première pour un studio produisant des émissions pour la télévision. Le fait d'utiliser des extraits des épisodes télévisés pour faire un long métrage est selon Leonard Maltin une forme de jeu de dupe pour le public. Mais cela démontre la qualité apportée par le studio Disney au tournage de ses séries télévisées, en couleur et en qualité cinématographique.
Finalement le film est un agréable divertissement. Toutefois Maltin note que plusieurs éléments démontrent que le personnage ne devait pas avoir autant de succès, comme sa violence et ses jurons. Ce n'est que par la suite avec les histoires écrites par Norman Foster et Thomas W. Blackburn, que le personnage a été lissé, un personnage pieux et sans faute.
Pour ceux ne voyant que mièvrerie chez Disney, Maltin ajoute que le fait de voir un Davy Crockett abusé par le président Andrew Jackson est assez « intéressant. »